# ヒシャム・アッバース
ヒシャム・アッバース（محمد هشام محمود محمد عباس；Mohammad Hisham Mahmoud Mohammad Abbas、1963年9月13日 - ）はエジプトのアラビックポップ歌手。

## 人物
エジプト、カイロ生まれ。アメリカン大学カイロで機械工学を修める。花形の職業であるエンジニアの道を歩まず、1987年から1988年までエジプトの古典音楽をカバーするグループ音楽活動を経て、1988年から単独歌手として活動を開始した。最初こそヒット曲に恵まれなかったものの、洗練されたメロディーと透明感ある歌声で、Habibi Fenoh(僕の恋人はどこ)などヒット曲を生んだ。中でもインドの女性歌手Jayashriとコラボレーションした楽曲Habibi Dha(Nari Narin; 僕の恋人)は、インドの世界遺産タジマハルなどを背景に撮影された美しいビデオクリップなども話題を呼び、多くの国際賞を受賞し、彼を一躍スターダムに押し上げた。

## アルバム
- Matbatalesh (2009)

- Ta'ala Gamby (2007)

- Sebha Tehebbak (2004)

- Gowwa F Alby (2002)

- Habibi Dah (2001)

- Kalam El Leil (1999)

- Shoufi (1999)

- Habaitha (1998)

- Ya Leila (1997)

- Gawabak (1996)

- Zay El Aol (1995)

- Ard El Sharq (1994)

- Ta'ala (1994)

- Hisham (1992)

- Halah (1992)

- Fainoh

- Sahara